# Виталий Салий
Виталий Николаевич Салий (на украински: Салій Віталій Миколайович) (роден на 4 юли 1985 г., Киев, Украинска ССР, СССР) е украински театрален и филмов актьор.

## Биография
Роден е на 4 юли 1985 г. в семейството на военен. Всички мъже по бащина линия са военни, а самият бъдещ актьор планира да следва стъпките на баща си.
През 2006 г. завършва Киевския национален университет за театър, кино и телевизия на името на И. К. Карпенко-Кари (курс на Едуард Митницки). От 2004 г. е актьор в Киевския академичен театър за драма и комедия на левия бряг на Днепър. Два пъти е номиниран за театралната награда „Киевски пекторал“ за поддържащи роли.
Води телевизионните предавания „Буба-шоу“ и „Не вярвам на очите си“ на канала „Украйна“. През 2011 г. е номиниран за телевизионната награда „Телетриумф“.
Филмовият дебют се състои през 2004 г. в епизодична роля във филма „Пепелта на феникса“.

## Семейство
Женен е за руската театрална и филмова актриса Анна Арефиева. Те се срещат в театъра, където работи Виталий – Анна харесва изпълнението на съпруга си, така че тя се приближава до него зад кулисите. В бъдеще пътищата на Виталий и Анна се пресичат на снимачната площадка на телевизионен сериал, по време на който започва тяхната романтика. През 2014 г. двойката се оженва. През 2017 г. се ражда син Данило.

## Избрана филмография
| Най-добри филми | Най-добри филми |
| Заглавие        | От              |
| --------------- | --------------- |
| Волынь          | 2016            |
| Сестрёнка       | 2019            |
| Цвет страсти    | 2020            |

| Най-добри сериали           | Най-добри сериали |
| Заглавие                    | От                |
| --------------------------- | ----------------- |
| Анка с Молдаванки           | 2015              |
| По законам военного времени | 2015              |
| Спецы                       | 2017              |
| Тень за спиной              | 2018              |
| Лихач                       | 2019              |